# فرودگاه شهری بارنستبل

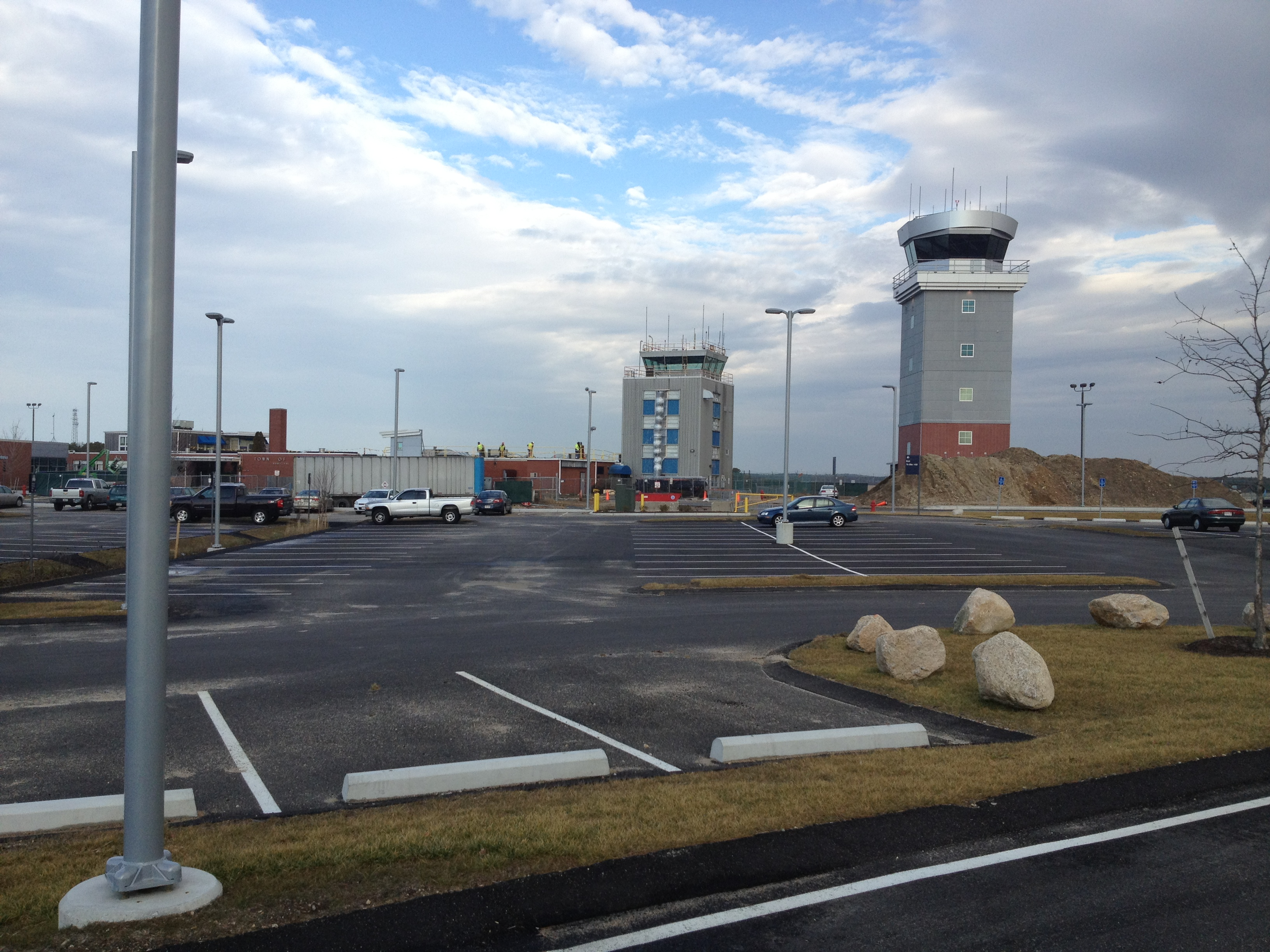
فرودگاهی در آمریکا

فرودگاه شهری بارنستبل (به انگلیسی: Barnstable Municipal Airport) (به زبان بومی: Boardman/Polando Field) یک فرودگاه همگانی بهره‌برداری هوایی با کد یاتا HYA است که یک باند فرود آسفالت و دارد و طول باند آن ۱۶۵۴ متر است. این فرودگاه در کشور ایالات متحده آمریکا قرار دارد و در ارتفاع ۱۷ متری از سطح دریا واقع شده‌است.

## شرکت‌های هواپیمایی و مقصدهای پروازی

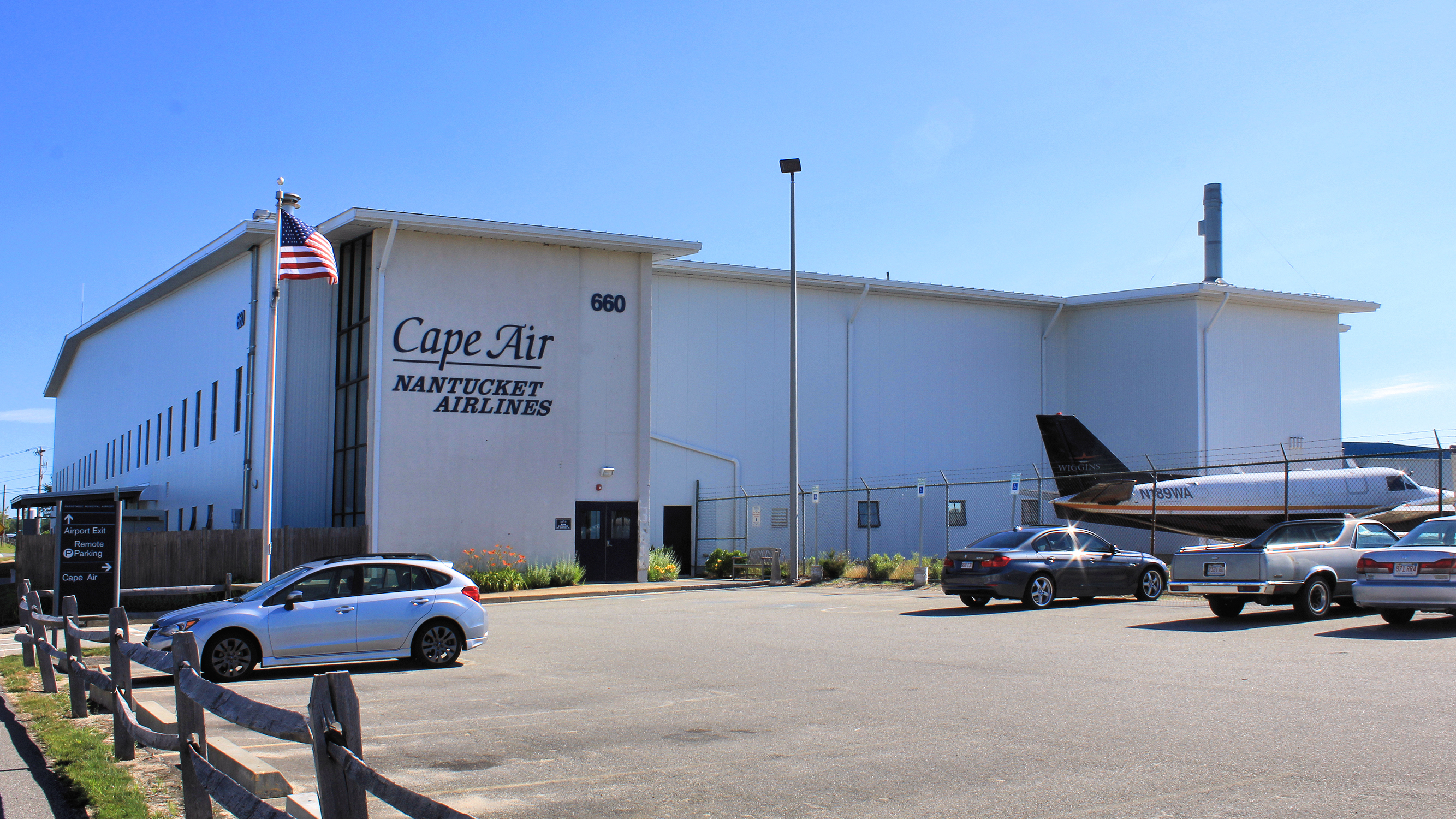
كيپ اير

| شرکت‌های هواپیمایی | مقصدهای پروازی                                              |
| ----------------- | ----------------------------------------------------------- |
| کیپ ایر           | لوگان، نانتاکت مموریال فصلی: مارتاز وینیرد، شهرستان وستچستر |
| جت‌بلو             | فصلی: جان اف کندی                                           |
| کیپ ایر           | نانتاکت مموریال                                             |
| Rectrix Shuttle   | نانتاکت مموریال فصلی: محلی ورسستر                           |